# Микитенко Євген Олегович
Євген Олегович Микитенко (25 серпня 1953) — український дипломат. Надзвичайний і Повноважний Посол України в Єгипті (2019—2021).

## Біографія
Народився 25 серпня 1953 року у місті Києві. У 1976 закінчив Інститут країн Азії та Африки Московського державного університету ім. М. В. Ломоносова (1976), арабська мова і література, філолог-сходознавець, референт-перекладач з арабської мови.
Аспірантура Інституту країн Азії та Африки МДУ (1981), Володіє іноземними мовами: російською, англійською, арабською.
- З 1976 по 1977 — перекладач арабської мови Інституту «Гіпроводгоспу» Мінмеліоводгоспу СРСР, Південний Ємен.
- З 1978 по 1981 — аспірант Інституту країн Азії та Африки МДУ.
- З 1981 по 1982 — відповідальний секретар Радянського комітету по зв'язках з письменниками Азії та Африки, консультант відділу літератур країн Азії та Африки Союзу письменників СРСР.
- З 1982 по 1985 — кореспондент редакції Близького та Середнього Сходу і Африки Агентства друку «Новини» (АДН).
- З 1985 по 1986 — кореспондент Інформцентру АДН в Лівані.
- З 1986 по 1990 — перший секретар Посольства СРСР в Іраку.
- З 1991 по 1994 — радник, завідувач відділу країн Близького і Середнього Сходу Першого територіального управління Міністерства закордонних справ України.
- З 1994 по 1996 — заступник начальника Управління азіатсько-тихоокеанського регіону, Близького і Середнього Сходу та Африки МЗС України.
- З 04.1996 по 12.1999 — Надзвичайний і Повноважний Посол України в Саудівській Аравії.
- З 10.1997 по 20.10.2001 — Надзвичайний і Повноважний Посол України в Хашимітському Королівстві Йорданія за сумісництвом.
- З 20.12.1998 по 20.10.2001 — Надзвичайний і Повноважний Посол України в Сирійській Арабській Республіці.
- З 2001 — перший заступник Керівника Головного управління з питань зовнішньої політики — керівник управління з питань європейської і євроатлантичної інтеграції Адміністрації Президента України.
- З 03.2004 по 04.06.2010 — Надзвичайний та Повноважний Посол України в Об'єднаних Арабських Еміратах.
- З 28.03.2007 по 04.06.2010 — Надзвичайний та Повноважний Посол України в Судані за сумісництвом.
- З 09.06.2010 — заступник Міністра закордонних справ України.
- З 30.05.2011 по 28.12.2012 — Спеціальний представник України з питань Близького Сходу та Африки
- З 28.12.2012 по 27.02.2019 — Надзвичайний і Повноважний Посол України в Державі Катар[1].
- З 11.04.2019 по 06.10.2021 — Надзвичайний і Повноважний Посол України в Єгипті[2][3]

## Дипломатичний ранг
- Надзвичайний і Повноважний Посол України

## Родина
Син літературознавця Олега Микитенка, брат літературознавця і журналіста Юрія Микитенка, онук письменника і драматурга Івана Микитенка. Одружений; має дочку і сина.

## Переклади
- «Тисяча і одна ніч». — К.: Веселка, 1984. 198 с. ISBN 978-966-01-6026-2